# Róża (wada drewna)
Róża –  wada drewna z grupy sęków zarosniętych stanowi koliste lub soczewkowate zmarszczenie kory na pobocznicy pnia, zakrywające głęboko zalegający sęk. Występuje na wszystkich gatunkach drzew z grubą, płytkową korowiną, np. na sośnie, dębie i olszy.

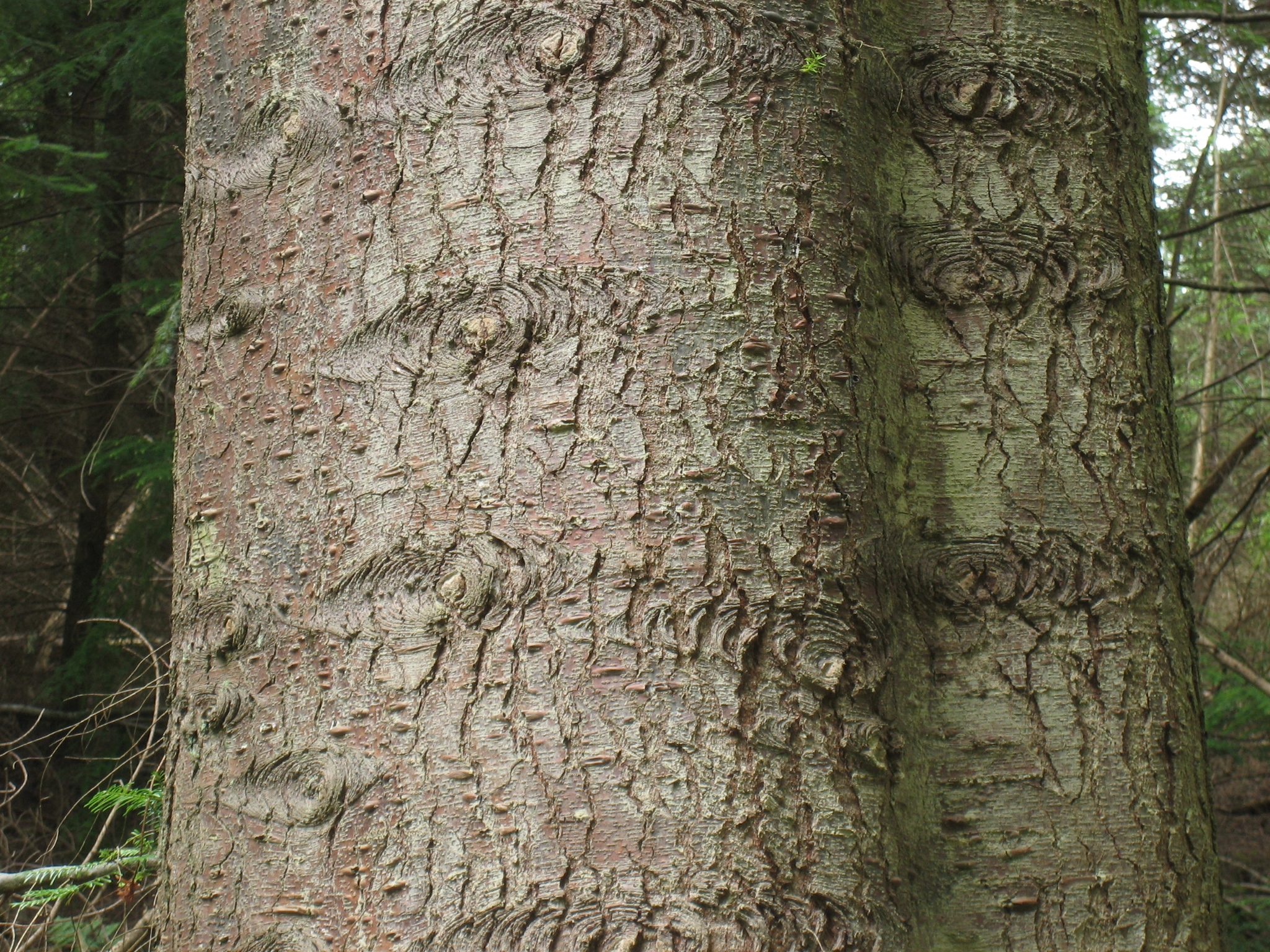
Róże na jodle olbrzymiej,
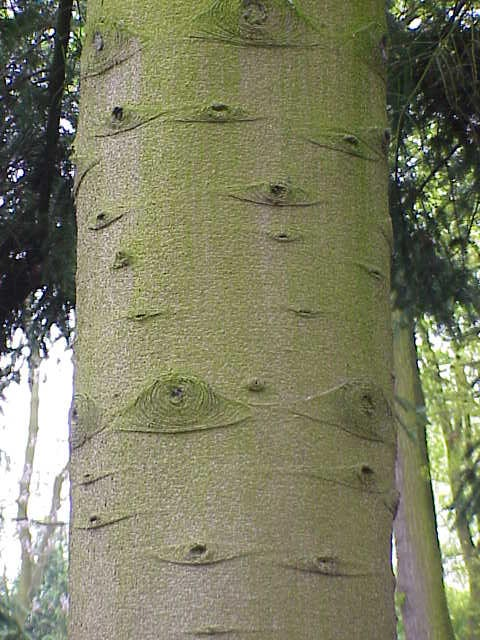
Róże na jodle nikkońskiej,